# Hunstanton
Hunstanton sau simplu Hunston este un oraș în comitatul Norfolk, regiunea East, Anglia. Orașul se află în districtul King's Lynn and West Norfolk.